# Emilio Yunis
Emilio José Yunis Turbay (Sincelejo, Sucre, 1937-Bogotá, 23 de marzo de 2018) fue un médico, genetista, biólogo y escritor colombiano.

## Biografía
Emilio José Yunis Turbay fue el creador del programa de Maestría en Genética Humana de la Universidad Nacional de Colombia, y el fundador del Instituto de Genética de la misma Universidad. Yunis es considerado el padre de la genética humana y de la genética médica en Colombia y en América Latina. Sus trabajos en genética le han servido para explicar científicamente la historia y regionalismos de Colombia. En 2012 recibió el título de doctor honoris causa de la Universidad Nacional de Colombia. Autor de múltiples artículos científicos en genética, así como de varios libros y galardonado en varias ocasiones con el Premio "Alejandro Ángel Escobar" de Colombia. Descubrió el Síndrome de Yunis-Varón en 1980. Desde su retiro como profesor de la Universidad Nacional de Colombia en 1997, después de 37 años de servicio, dirige un Instituto de Genética Privado (Servicios Médicos Yunis Turbay y Cia). Algunas veces se le confunde con su hermano, el profesor Edmond J. Yunis Turbay nacido en Sincelejo (Departamento de Sucre) es un genetista colombiano, miembro del Department of Cancer Immunology and AIDS en el Dana-Farber Cancer Institute y profesor de patología en el Harvard Medical School y antiguo Chief of Division of Immunogenetics en el Dana-Farber Cancer Institute en Boston, Massachusetts. El 22 de octubre de 2005 fue elegido científico hispano del año en Estados Unidos. Falleció el 23 de marzo de 2018, a la edad de 80 años, víctima de un paro cardiorrespiratorio.

## Familia
Yunis Turbay era hijo de libaneses maronitas radicados en Colombia, José Yunis y Victoria Turbay. Yunis tenía cuatro hermanos también científicos. Edmond, profesor en Harvard, era confundido con su hermano Emilio, quien es profesor e investigador en la Universidad Nacional de Colombia. Los otros hermanos son Jorge José Yunis Turbay, médico y genetista que desarrolló su carrera en la Universidad de Minnessota y posteriormente en el Jefferson Medical College de Philadelphia, Eduardo José Yunis Turbay, Médico Patólogo quien desarrollo su carrera en el Hospital Infantil de Pittsburgh (Pensilvania) y José Yunis Turbay, médico psicoanalista en Bogotá, Colombia.

## Libros
- Prasad S. Koka, Edmond J. Yunis, Emilio J. Yunis et al. Leading-edge Stem Cell research. ISBN 1604562684. Nova Science Publishers, 2008